# Kocher Nero
Il Kocher Nero è un fiume tedesco che nasce nel territorio del comune di Oberkochen e dopo un breve percorso si unisce al Kocher Bianco per formare il fiume Kocher.

## Corso

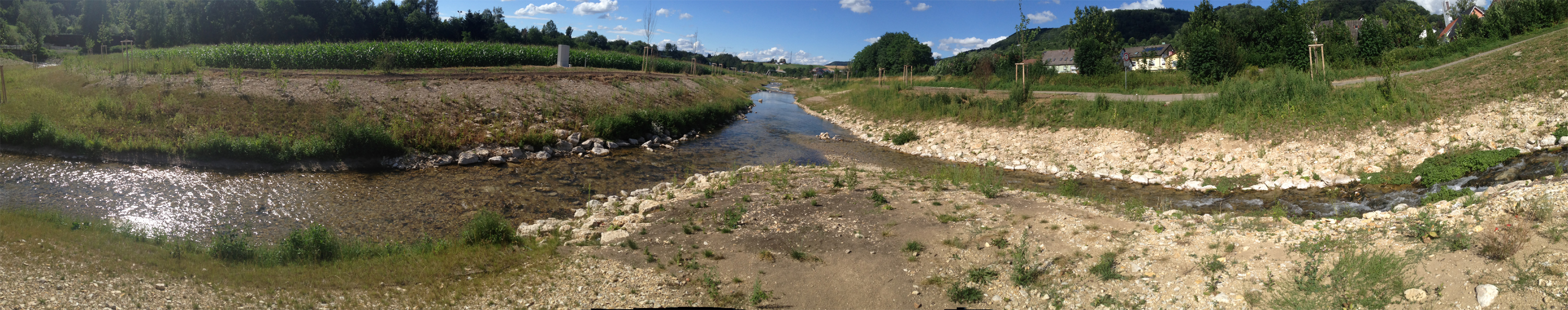
Confluenza del Kocher Nero (sinistra) con il Kocher Bianco (destra) a Unterkochen dalla rinaturalizzazione del 2015

Il Kocher Nero attraversa la città di Oberkochen, dove affluisce alla sua destra il ruscello Kocher Rosso. Viene poi alimentato dal Katzenbach. Quest'ultimo scorre, in parte intubato, dopo un breve tratto come Zollbach presso il ponte della stazione ferroviaria in un canale per mulini vicino al Kocher Nero.  Circa mezzo chilometro dopo sfocia anche nel centro della città, a pochi passi dal riflusso nello stesso canale. 
Nel quartiere di Aalen, Unterkochen, il Kocher Nero si unisce al Kocher Bianco. La confluenza nel 2015 fu riportata alle origini (rinaturalizzata) e spostata di circa 100 m verso nordest. Colà, dove oggi il Kocher Nero scorre verso est, il Kocher Bianco va verso est fino alla trasformazione. 

### Affluenti
- Kocher Rosso (alla sinistra)
- Katzenbach (alla sinistra)
- Gutenbach, nella parte bassa chiamata anche Zollbach (alla sinistra)
- Edlenbach (alla sinistra)

## Galleria d'immagini

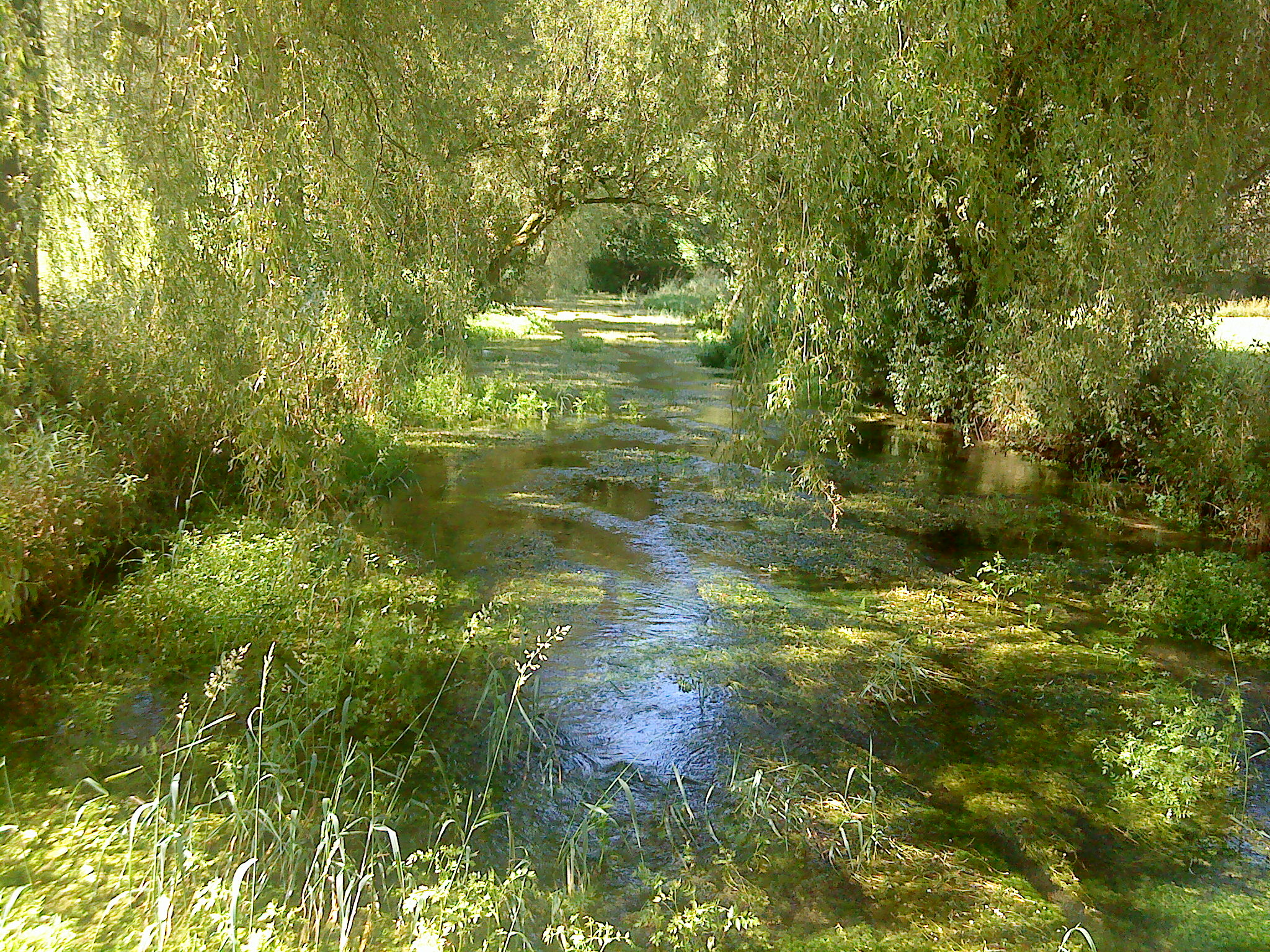
Il Kocher poco dopo la sua sosrgente
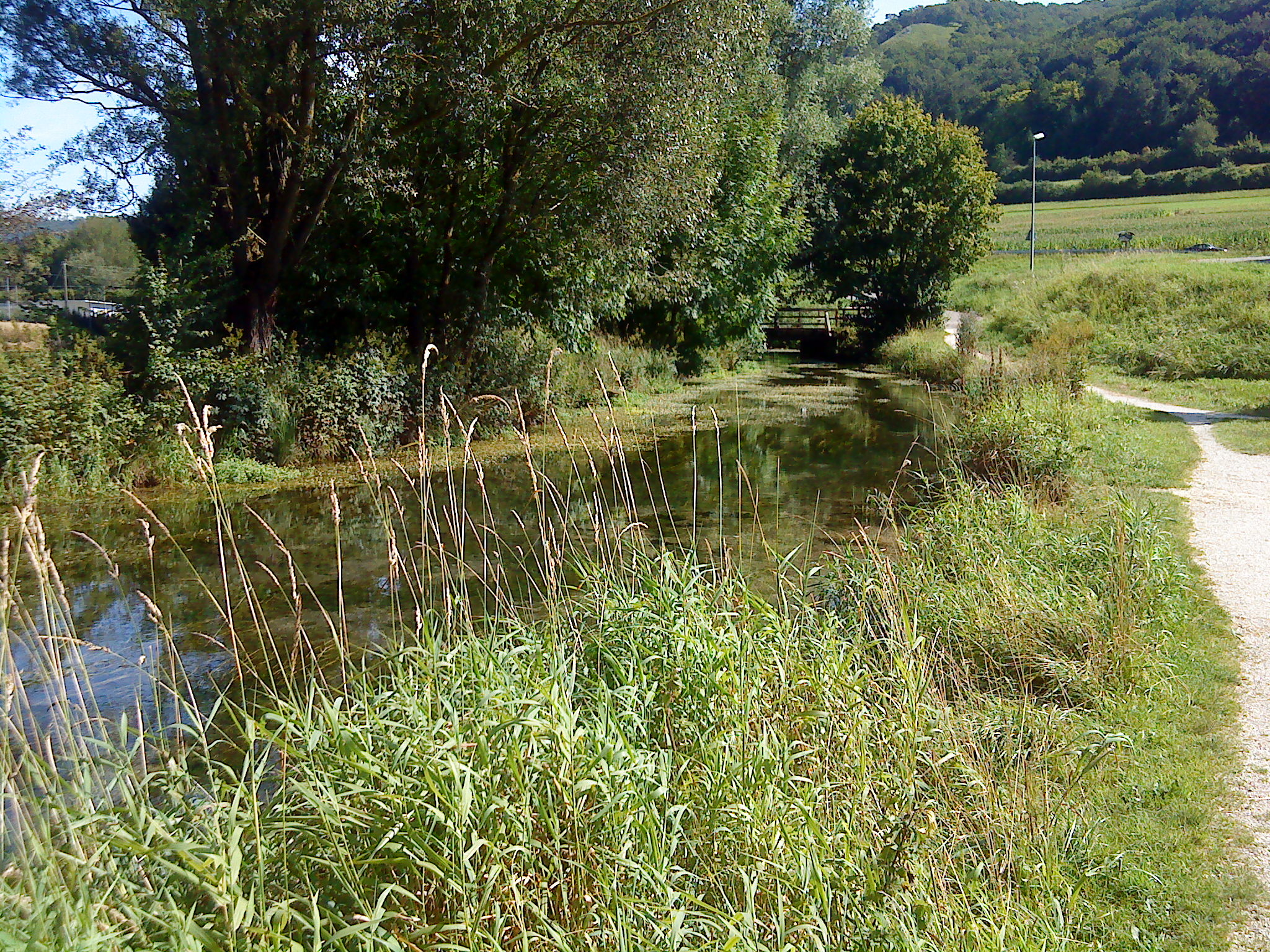
Il Kocher Nero prima di Oberkochen
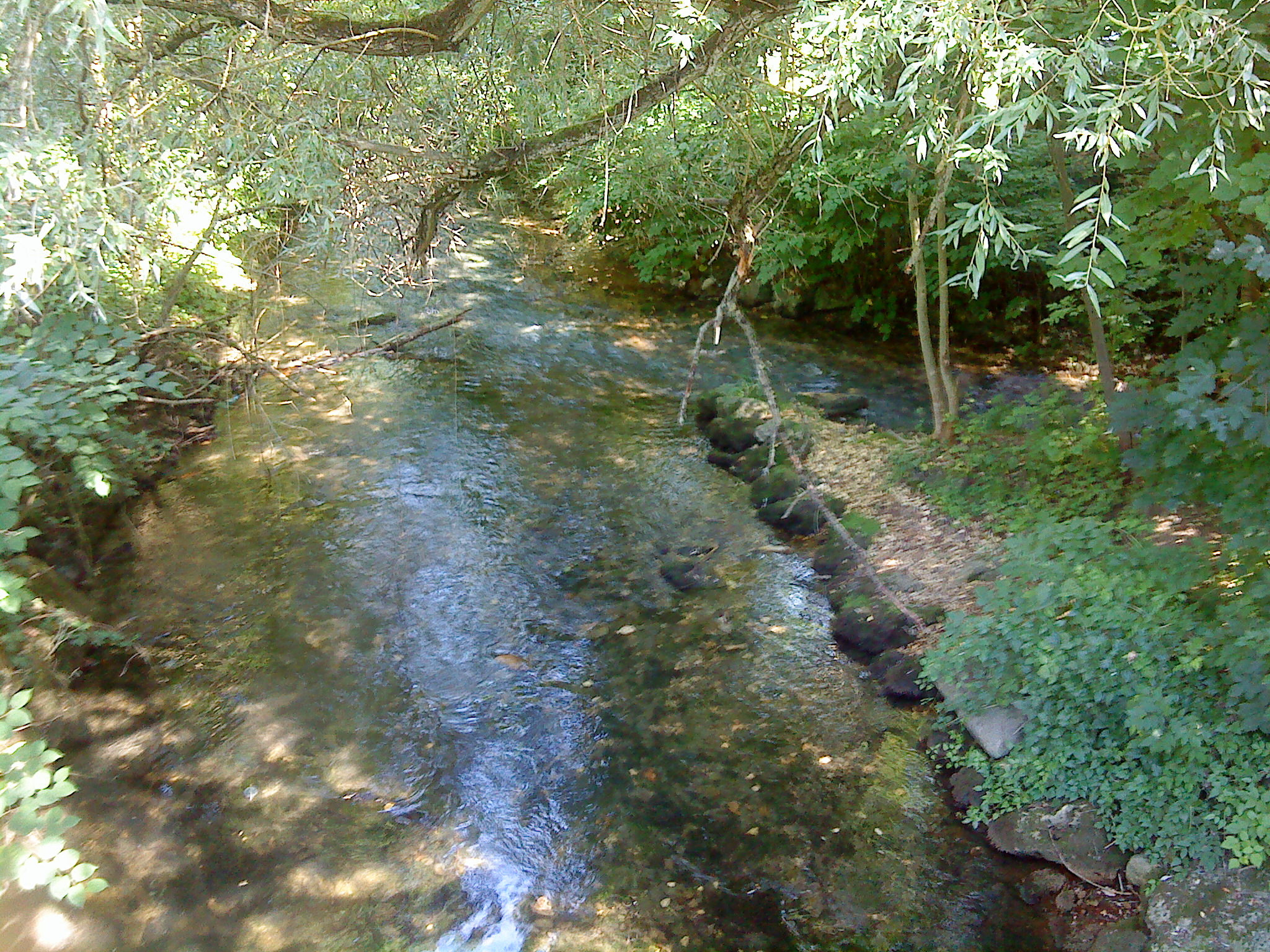
Confluenza del Kocher Nero (sinistra) e del Kocher Bianco (destra) a Unterkochen prima della rinaturalizzazione